# حجت‌الله فیروزی
حجت‌الله فیروزی حقوق‌دان و سیاستمدار اصولگرای ایرانی است.وی همچنین یکی از آزادگان جنگ ایران و عراق است. وی زاده سوم خردادماه سال 1347 در شهرستان فسا از استان فارس بوده و مقطع کارشناسی حقوق را در دانشگاه تهران گذرانده و مدرک کارشناسی ارشد حقوق جزا و جرم شناسی را نیز از دانشگاه تهران دریافت کرده و دکترای خود را در رشته حقوق کیفری اخذ نموده است.وی همچنین وکیل پایه یک دادگستری در حوزه قضائی تهران است.
وی توانست در یازدهمین انتخابات مجلس شورای اسلامی با کسب ۳۲ هزار و ۳۱۹ رای از مجموع ۷۴ هزار و ۶۷۲ رای از حوزه انتخابیه فسا از استان فارس به مجلس راه یابد. دکتر فیروزی با سابقه بیست سال فعالیت در مسئولیت های مختلف قرارگاه سازندگی خاتم الانبیاء از جمله معاون حقوقی و امور قراردادهای قرارگاه و عضویت در هیات مدیره شرکت های بزرگ دولتی و خصوصی یکی از مدیران اقتصادی کشور محسوب می شود.. وی همچنین عضو کمیسیون صنایع و معادن مجلس، سخنگوی کمیسیون صنایع، رئیس کمیته بنگاه های کوچک مقیاس و متوسط مجلس، عضو شورای معادن استان فارس و عضو فراکسیون های مختلف تخصصی مجلس شورای اسلامی بودند.
نمایندگان مجلس شورای اسلامی در جلسه روز یکشنبه ۹ مرداد ۱۴۰۱ مجلس، با ۱۱۰ رای از مجموع ۲۱۸ رای حجت‌الله فیروزی نماینده فسا را به عنوان عضو ناظر مجلس در شورای عالی معادن کشور انتخاب کردند.